# Emergency
"Emergency"  é uma canção da banda norte-americana de rock alternativo Paramore. Foi lançada como o segundo single do álbum de estreia do grupo, All We Know Is Falling, em 21 de outubro de 2005. A canção, escrita por Hayley Williams, é sobre como o amor é considerado e não significa nada atualmente, e que as relações estão realmente em estado de emergência. Foi escrita na época que os pais de Hayley estiveram a ponto de se separarem, e ela teve de olhar isto acontecer na frente dela como uma criança que não pode fazer nada sobre aquilo. Na sua entrevista recente na edição de Fevereiro de 2008 da Alternative Press, ela diz: "Me lembro de fato de andar para fora da porta com a minha mãe naquela noite e ficar entre meus pais e gritar "Cale-se! Cale a boca! Cale a boca!"

## Videoclipe
O videoclipe começa com Hayley e Jeremy sentado em uma sala abandonada e os outros membros de banda andam com cortes e ataduras por todas as partes de seus corpos. O diretor caminha dentro, atirando em Hayley alguns cravos, e ele leva-los fora. Fora vemos um jogo com câmeras e iluminação, e a banda recebe um toque na maquilagem de sangue. O diretor fala "ação", e a banda faz uma performance da música.
Os cravos usados por cada membro da banda no videoclipe representa a "bagagem emocional" que será carregada em torno, declarou Williams numa entrevista. O video foi dirigido por Shane Drake que dirigiu o seu video "Pressure" também. Shane Drake continuou dirigindo outros videoclipes, tais como os seus últimos singles "Misery Business" e "crushcrushcrush".
O vestido de Hayley junto com a camisa que o guitarrista Josh Farro usou estão hoje na Rock N' Roll Hall of Fame na exposição da Warped Tour.

## Faixas
| N.º | Título                       | Duração |  |
| 1.  | "Emergency"                  | 4:01    |  |
| 2.  | "Oh Star" (Versão do single) | 3:48    |  |